# Coleophora eurasiatica
Coleophora eurasiatica là một loài bướm đêm thuộc họ Coleophoridae. Nó được tìm thấy ở Hungary, miền nam Nga, Trung Quốc và Hàn Quốc. It occurs in steppe biotopes.
Con trưởng thành bay vào tháng 6.
Ấu trùng ăn the leaves of Kochia proslata.